# Nastri d'argento 1990
Els Nastri d'argento 1990 foren la 45a edició de l'entrega dels premis Nastro d'Argento (Cinta de plata) que va tenir lloc el 1990.

## Guanyadors

### Millor director
- Pupi Avati - Storia di ragazzi e di ragazze
- Marco Risi - Mery per sempre
- Nanni Moretti - Palombella rossa
- Ettore Scola - Che ora è
- Franco Brusati - Lo zio indegno

### Millor director novell
- Ricky Tognazzi - Piccoli equivoci
- Giacomo Campiotti - Corsa di primavera
- Umberto Angelucci e Stefano Benni - Musica per vecchi animali
- Gianfranco Cabiddu - Disamistade
- Gianfrancesco Lazotti - Saremo felici

### Millor productor
- Claudio Bonivento - Mery per sempre

### Millor argument original
- Nanni Moretti - Palombella rossa

### Millor guió
- Pupi Avati - Storia di ragazzi e di ragazze

### Millor actor protagonista
- Vittorio Gassman - Lo zio indegno
- Roberto Citran - Il prete bello
- Massimo Troisi - Che ora è
- Michele Placido - Mery per sempre
- Marcello Mastroianni - Che ora è

### Millor actriu protagonista
- Virna Lisi - Buon Natale... buon anno
- Giusi Cataldo - Corsa di primavera
- Amanda Sandrelli - Amori in corso
- Isabella Ferrari - Willy Signori e vengo da lontano
- Ornella Muti - Espera la primavera, Bandini

### Millor actriu no protagonista
- Nancy Brilli - Piccoli equivoci

### Millor actor no protagonista
- Alessandro Haber - Willy Signori e vengo da lontano

### Millor banda sonora
- Claudio Mattone - Scugnizzi

### Millor fotografia
- Giuseppe Rotunno - Les aventures del baró Munchausen

### Millor vestuari
- Gabriella Pescucci - Les aventures del baró Munchausen

### Millor escenografia
- Dante Ferretti - Les aventures del baró Munchausen

### Millor doblatge femení
- Simona Izzo - per la veu de Jacqueline Bisset a Scenes from the Class Struggle in Beverly Hills

### Millor doblatge masculí
- Roberto Chevalier - per la veu d'Eric Bogosian a Talk Radio

### Millor pel·lícula estrangera
- Peter Weir - El club dels poetes morts (Dead Poets Society)

### Nastro d'Argento europeu
- Krzysztof Kieślowski - Dekalog